# Edward Kozłowski (duchowny)
Edward Kozłowski (ur. 21 listopada 1860 w Tarnowie, zm. 6 sierpnia 1915 w Milwaukee) – amerykański duchowny katolicki pochodzenia polskiego. Był drugim w historii Polakiem służącym jako biskup dla Polonii amerykańskiej. W latach 1913–1915 biskup pomocniczy Milwaukee.
Urodził się na terenie zaboru austriackiego. Do USA wyjechał w 1885 i rozpoczął studia w seminarium św. Franciszka w Milwaukee. Święcenia kapłańskie otrzymał 29 czerwca 1887 roku. Pracował w różnych parafiach, do których był kierowany, by rozstrzygać spory i konflikty. Jego obecność zawsze dawała uspokojenie w napiętych sytuacjach między imigrantami a miejscową władzą kościelną (ówczesny arcybiskup Milwaukee miał niemieckie pochodzenie). Jego mediatorskie umiejętności przydały się też, kiedy został skierowany do parafii św. Stanisława w Milwaukee, gdzie wielu wiernych zaczęło wspierać Kościół Polskokatolicki. Duchowieństwo niemieckiego i irlandzkiego pochodzenia nie rozumiało problemów Polaków i w takich trudnych sytuacjach ksiądz Kozłowski również potrafił łagodzić napięcie.
Za swoje zasługi papież Pius X mianował go 12 listopada 1913 biskupem pomocniczym Milwaukee, ze stolicą tytularną Germia. Sakrę biskupią otrzymał w katedrze św. Jana Ewangelisty w Milwaukee 14 stycznia 1914. Udzielił jej abp Sebastian Gebhard Messmer, ówczesny zwierzchnik archidiecezji Milwaukee. Był drugim biskupem-Polakiem w amerykańskiej hierarchii po biskupie Rhode z Chicago (nominacja w 1908). Po konsekracji został przewieziony powozem do św. Stanisława, dokąd przybyło ok. 50 tys. wiernych, by go zobaczyć. Jako biskup w dalszym ciągu koncentrował się na problemach parafian w Milwaukee, jak również przełamywał niechęć do polskich księży wśród niemieckich i irlandzkich współbraci. Zmarł niespodziewanie na zakażenie krwi niespełna półtora roku po konsekracji. Na pogrzeb przybyło ok. 30 tys. wiernych.